# Iury Machado
Iury Machado (18 aprile 1991) è un giocatore di football americano brasiliano, che gioca come offensive lineman per i São Paulo Spartans.

## Palmarès
- 1 Sulamericano (2023)
- 1 Campeonato Carioca de Futebol Americano (Flamengo Imperadores, 2018)